# Rurikovci

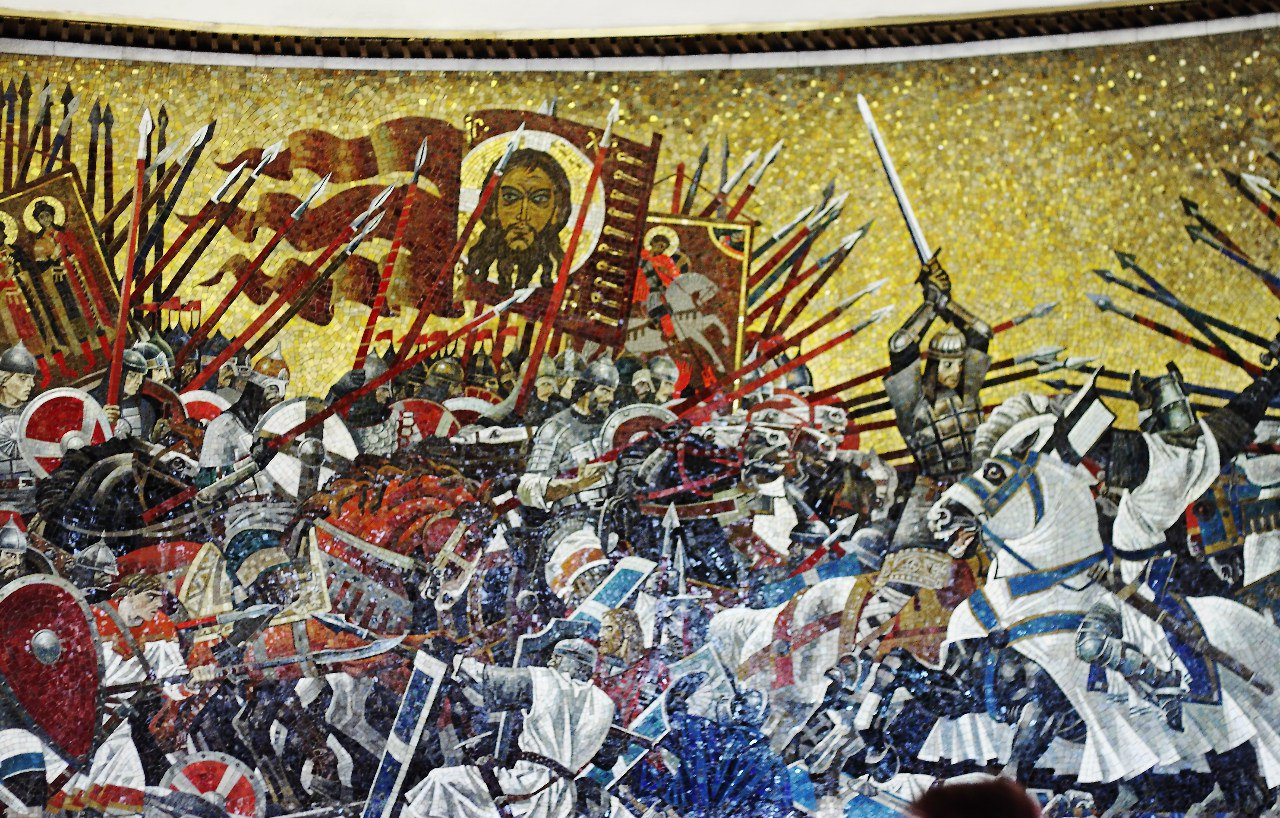
Kníže Alexandr Něvský poráží v bitvě na Čudském jezeře v dubnu 1242 Řád německých rytířů

Rurikovci (rusky Рюриковичи, Rjurikoviči, ukrajinsky Рюриковичі, Rjurykovyči, bělorusky Ру́рыкавічы, Rúrykavičy) byli vládnoucí dynastií založenou varjažským knížetem Rurikem. 

## Historie rodu
Rurik se usadil v Novgorodu kolem roku 862 n. l. a tento rok je shodný i s počátkem ruské státnosti. Po dobytí Kyjeva novgorodským knížetem Olegem v roce 862 se Rurikovci stali vládnoucí dynastií Kyjevské Rusi. Rurikovci vládli i v nástupnických ruských knížectvích a knížecích republikách. V Novgorodské republice, Pskovské republice, Černigovském knížectví, Vladimirsko-suzdalském, Haličsko-volyňském a Moskevském velkoknížectví. Během mongolské nadvlády Rurikovci z novgorodské větve Alexandra Něvského sjednotili ruská knížectví pod Moskvou do Ruského carství a v následujících válkách porazili Mongoly. Rurikovci poté vládli jako Carové vší Rusi až do roku 1610 (jako vedlejší větev Šujských od roku 1606) a do doby zmatků, po které je následovali Romanovci. Jsou jedním z nejstarších evropských panovnických rodů s mnoha existujícími četnými šlechtickými rody, které lze i dnes přiřadit k Rurikovcům. K potomkům Rurikovců se hlásila i ruská carevna pruského původu Kateřina Veliká, jejímž přímým předkem byl Jaroslav Moudrý. [ve zdroji nenalezeno]
Jako vládnoucí dynastie se Rurikovci v některých částech Ruska držela v mužské linii celkem 21 generací, od Rurika (zemřel 879) po Fjodora I. (zemřel 1598), tedy více než 700 let. K nejznámějším panovníkům z rurikovské dynastie patřili sv. Vladimír I., Jaroslav I. Moudrý, Vladimír II. Monomach, Vsevolod III. Velké hnízdo, Alexandr Něvský, Ivan I. Kalita, Dmitrij Donský, Ivan III. Veliký, Vasilij III. Ivanovič a Ivan IV. Hrozný. Poslední vládci z rodu Rurikovců vládli s tituly „Velkokníže vší Rusi“, případně „Car vší Rusi“. Dynastie Rurikovců vymřela po meči roku 1598.

## Původ dynastie

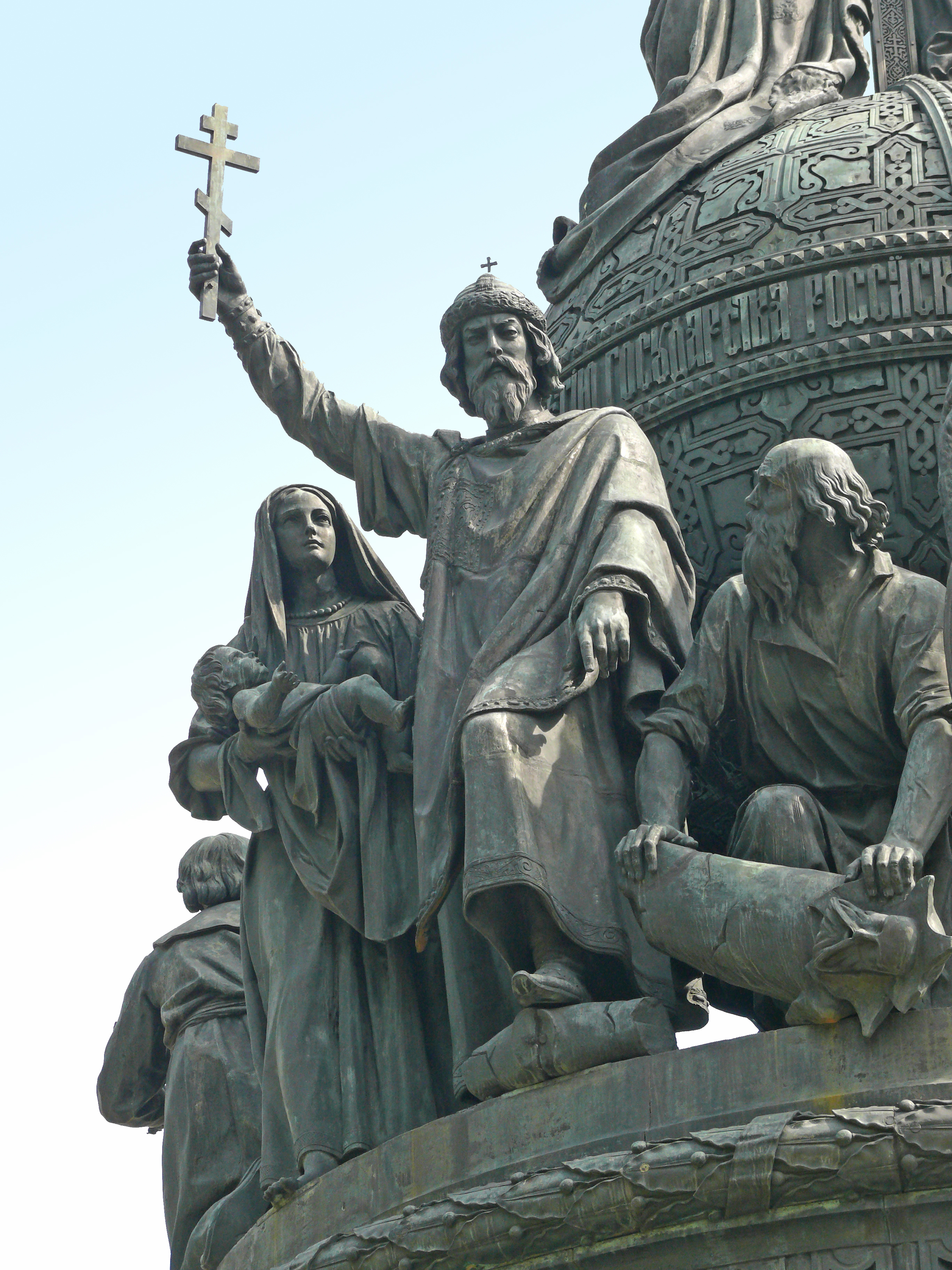
Vladimír Veliký, kníže kyjevský a novgorodský, na pomníku Tisíciletí Rusi v Novgorodu.

Za zakladatele dynastie Rurikovců je považován pololegendární varjag Rurik, jehož zná jediný písemný pramen, nejstarší ruská letopisná sbírka Povest vremennych let, která vypráví o pozvání knížat ze zámoří. Podle ní přišel Rurik roku 862 ze Skandinávie a spolu se svými bratry Sineusem a Truvorem se zmocnil vlády na ruském severu, v Novgorodu, Izborsku a Běloozeru. Později Oleg, rovněž severský náčelník, vládnoucí jménem údajného Rurikova syna prince Igora z Kyjeva, spojil Novgorod s významným centrem v zemi východních Slovanů Kyjevem, což je považováno za počátek státu, který později historikové nazvali Kyjevská Rus.
Rurika ani Olega nezná jiný historický pramen než Povest vremennych let. Teprve Igora můžeme doložit i v pramenném materiálu cizí provenience. Proto se někteří historici domnívají, že se původní Nestorova verze Povesti o nich nezmiňovala a vyprávění o nich bylo zařazeno až do dalších dvou redakcí. Podle nich byl potom zakladatelem dynastie Rurikovců až Igor, který již mohl mít slovanský původ (nebo být synem slovanské ženy a varjažského bojovníka, jak by spíše napovídalo jeho severské jméno).
Vyprávění o pozvání knížat:
| „ | Léta 6367 [859] vybírali varjagové, kteří přicházeli ze zámoří, daně od Čudů, Slovanů, Merjanů, Vesů i Krivičů; a Chazaři vybírali daně od Poljanů a Severjanů i Vjatičů … léta[860] vyhnali Slované varjagy za moře, nedali jim daně a počali vládnout sami sobě a nebylo u nich práva; i povstal rod proti rodu, nenáviděli se vespolek a začali bojovat sami proti sobě. I řekli si mezi sebou: Vyhledejme sobě knížete, který by nám vládl a soudil podle zákona. Vypravili se za moře k varjagům, k Rusům; neboť tak se ti varjagové nazývali Rusy, jakož se jiní nazývají Švédy, další Normany, Angly, jiní Góty, tak i ti. A řekli Čudové, Slované, Kriviči i Vesové Rusům: Země naše veliká jest a oplývá vším, ale řád v ní není; pojďte nám panovat a vládnout. Vypravili se tři bratři s rody svými, vzali s sebou celou Rus a přišli: nejstarší Rurik se usadil v Novgorodu, druhý Sineus na Běloozeru a třetí Truvor v Izborsku. Od těchto varjagů dostala jméno ruská země, Novgorodští: ti lidé novgorodští pocházejí z varjažského rodu, dříve však byli Slované. Po dvou letech Sineus zemřel, také jeho bratr Truvor a vlády se ujal Rurik a rozdával svým mužům města, tomu Polock, tomu Rostov, jinému Běloozero. I v těchto městech žijí příchozí varjagové; ale první osadníci v Novgorodě byli Slované, v Polocku Kriviči, v Rostově Merané, v Běloozeru Vesové, v Muromi Muromci; a nad nimi všemi panoval Rurik. | “ |
| — Povest vremennych let, ed. M.B.Sverdlov, SPb 1996; česky Nestorův letopis ruský, ed. Erben, K.J. Praha 1940 | |   |

## Knížata rozdrobené Rusi

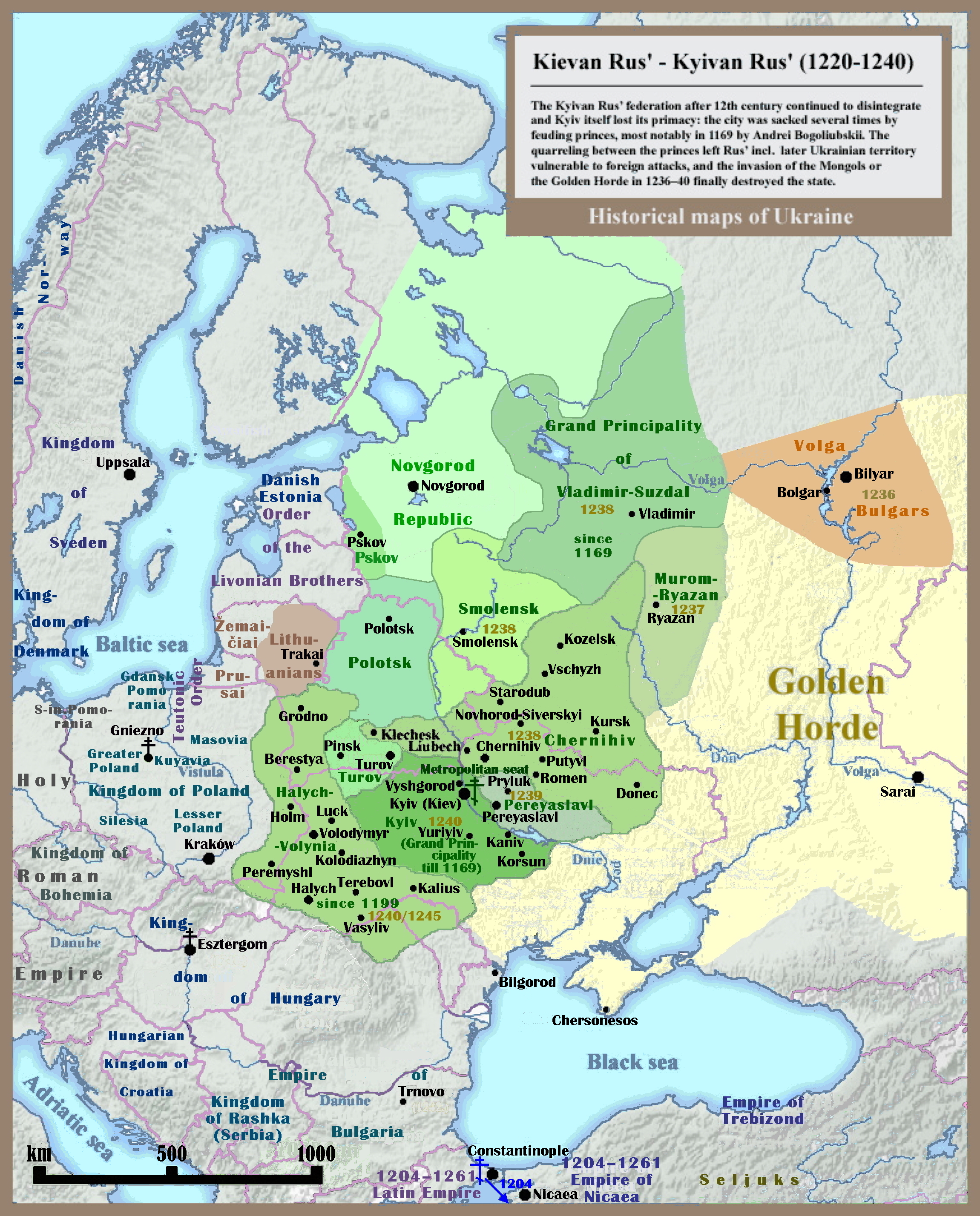
Nezávislá knížectví na Rusi v době mongolské invaze ve 13. století

V polovině 12. století se Kyjevská Rus rozpadla na několik nezávislých knížectví. Zpočátku jich bylo 12, ve 14. století až 250. Ve většině těchto knížectví vládla knížata z rurikovské dynastie, která byla velmi početná. Nejvýznamnější z nich byla veliká knížata vladimirská, knížata tverská, rjazaňská a suzdalsko-nižněnovgorodská, která většinou také používala od poloviny 14. století titulu veliký kníže. Ve 14. století se prosadili Rurikovci, vládnoucí moskevskému knížectví, kteří svůj původ odvozovali od Alexandra Něvského, respektive od jeho syna Daniila, který získal moskevský úděl, osamostatnil se v něm a podstatně rozšířil území, jemuž vládl.
Na západě bylo nejdůležitější haličsko-volyňské knížectví, jehož nejvýznamnějším vládcem byl Daniel Romanovič Haličský, jenž byl roku 1253 korunován jako jediný z rurikovských vládců ruským králem (rex Russiae), což představuje významný fenomén pro současnou ukrajinskou národní identitu. Kyjevské knížectví bylo nejmocnější za vlády Jurije Dolgorukého.
Matka českého krále Václava II. a manželka Přemysla Otakara II., Kunhuta, byla dcerou Rostislava Haličského a vnučkou sv. Michala Černigovského z dynastie Rurikovců.

## Sjednocení Rusi pod Moskvou
Na přelomu 15. a 16. století se ruská knížectví sjednotila pod vládou velikých moskevských rurikovských knížat (titul velikého knížete vladimirského se koncem 14. století přenesl z Vladimiru do Moskvy). Počínaje vládou Ivana III. užívali moskevští vládcové titul kňjaz vseja Rusi nebo gosudar vseja Rusi, případně car, což ale nikdy nebyl řádný titul vládce. Prvním korunovaným ruským carem byl Ivan IV. Hrozný. Smrtí jeho syna cara Fjodora I. vymřela moskevská větev rurikovského rodu po meči.
Fjodorovu smrt následovalo období politické nestability, označované jako smuta, které trvalo do roku 1613. Poté nastoupil na trůn Michail I., zakladatel dynastie Romanovců, která byla vzdáleně příbuzná s Rurikovci (z tohoto rodu pocházela matka cara Fjodora I.). Romanovci vládli do roku 1762 a jako rod Holstein‑Gottorp‑Romanov až do revoluce v roce 1917.